# Kill to Get Crimson World Tour
Il Kill to Get Crimson World Tour è stato una tournée del chitarrista e cantautore britannico Mark Knopfler, che ebbe luogo dal 29 marzo 2008 al 31 luglio 2008.

## Formazione
- Mark Knopfler – voce e chitarra
- Richard Bennett – chitarra
- Glenn Worf – basso e contrabbasso
- Guy Fletcher – tastiere e chitarra
- Matt Rollings – tastiere e fisarmonica
- John McCusker – fiddle e cittern
- Danny Cummings – batteria

## Concerti
Europa
1. 29 marzo 2008 – Heineken Music Hall, Amsterdam,  Paesi Bassi (scaletta 1)
2. 30 marzo 2008 – Heineken Music Hall, Amsterdam,  Paesi Bassi (scaletta 2)
3. 31 marzo 2008 – Ahoy, Rotterdam,  Paesi Bassi (scaletta 1)
4. 2 aprile 2008 – Palau St Jordi, Barcellona,  Spagna (scaletta 1)
5. 3 aprile 2008 – Palacio de Deportes, Madrid,  Spagna (scaletta 1)
6. 4 aprile 2008 – Campo Pequeno, Lisbona,  Portogallo (scaletta 1)
7. 5 aprile 2008 – Coliseo Atarfe, Atarfe,  Spagna (scaletta 1)
8. 7 aprile 2008 – Zenith, Tolosa,  Francia (scaletta 1)
9. 8 aprile 2008 – Zenith, Nantes,  Francia (scaletta 3)
10. 9 aprile 2008 – Bercy, Parigi,  Francia (scaletta 1)
11. 10 aprile 2008 – Zenith, Strasburgo,  Francia (scaletta 4)
12. 11 aprile 2008 – SAP Arena, Mannheim,  Germania (scaletta 1)
13. 12 aprile 2008 – Messehalle. Erfurt,  Germania (scaletta 1)
14. 14 aprile 2008 – Hallenstadion, Zurigo,  Svizzera (scaletta 1)
15. 15 aprile 2008 – Datchforum, Milano,  Italia (scaletta 5)
16. 16 aprile 2008 – Palabam, Mantova,  Italia (scaletta 6)
17. 17 aprile 2008 – Palaonda, Bolzano,  Italia (scaletta 6)
18. 19 aprile 2008 – Forum, Copenaghen,  Danimarca (scaletta 5)
19. 20 aprile 2008 – Spektrum, Oslo,  Norvegia (scaletta 1)
20. 21 aprile 2008 – Vestlandshallen, Bergen,  Norvegia (scaletta 6)
21. 22 aprile 2008 – Löfbergs Lila, Karlstad,  Danimarca (scaletta 6)
22. 23 aprile 2008 – Hovet, Stoccolma,  Svezia (scaletta 5)
23. 25 aprile 2008 – Hartwall Arena, Helsinki,  Finlandia (scaletta 5)
24. 26 aprile 2008 – Ice Palace, San Pietroburgo,  Russia (scaletta 6)
25. 27 aprile 2008 – Olimpiski, Mosca,  Russia (scaletta 6)
26. 2 maggio 2008 – Torwar, Varsavia,  Polonia (scaletta 5)
27. 3 maggio 2008 – Velodromo, Berlino,  Germania (scaletta 5)
28. 4 maggio 2008 – Festhalle, Francoforte sul Meno,  Germania (scaletta 5)
29. 5 maggio 2008 – Color Line Arena, Amburgo,  Germania (scaletta 5)
30. 6 maggio 2008 – Leipzig Arena, Lipsia,  Germania (scaletta 5)
31. 7 maggio 2008 – Schleyerhalle, Stoccarda,  Germania (scaletta 5)
32. 9 maggio 2008 – Tui Arena, Hannover,  Germania (scaletta 5)
33. 10 maggio 2008 – Oberhausen Arena, Oberhausen,  Germania (scaletta 5)
34. 11 maggio 2008 – T-Mobile Arena, Praga,  Rep. Ceca (scaletta 6)
35. 12 maggio 2008 – Budapest Arena, Budapest,  Ungheria (scaletta 5)
36. 13 maggio 2008 – Stadthalle, Vienna,  Austria (scaletta 5)
37. 14 maggio 2008 – Olympiahalle, Monaco di Baviera,  Germania (scaletta 5)
38. 16 maggio 2008 – NEC, Birmingham,  Regno Unito (scaletta 5)
39. 17 maggio 2008 - MEN Arena, Manchester,  Regno Unito (scaletta 5)
40. 18 maggio 2008 – Playhouse, Edinburgh,  Regno Unito (scaletta 7)
41. 19 maggio 2008 – RDS, Dublino,  Irlanda (scaletta 5)
42. 20 maggio 2008 – Odyssey, Belfast,  Regno Unito (scaletta 5)
43. 21 maggio 2008 – City Hall, Newcastle,  Regno Unito (scaletta 7)
44. 22 maggio 2008 – CIA, Cardiff,  Regno Unito (scaletta 5)
45. 24 maggio 2008 – Brighton Centre, Brighton,  Regno Unito (scaletta 5)
46. 25 maggio 2008 – Royal Albert Hall, Londra,  Regno Unito (scaletta 5)
47. 26 maggio 2008 – Royal Albert Hall, Londra,  Regno Unito (scaletta 8)
48. 27 maggio 2008 – Royal Albert Hall, Londra,  Regno Unito (scaletta 9)
49. 28 maggio 2008 – Royal Albert Hall, Londra,  Regno Unito (scaletta 8)
50. 29 maggio 2008 – Royal Albert Hall, Londra,  Regno Unito (scaletta 8)
51. 30 maggio 2008 – Royal Albert Hall, Londra,  Regno Unito (scaletta 5)
52. 1º giugno 2008 – Augustenborg Castle, Sønderborg,  Danimarca (scaletta 10)
53. 2 giugno 2008 – Arena, Cologne,  Germania (scaletta 5)
54. 3 giugno 2008 – Forest National, Bruxelles,  Belgio (scaletta 5)
55. 4 giugno 2008 – Rockhal, Esch-sur-Alzette,  Lussemburgo (scaletta 10)
56. 6 giugno 2008 – Palalottomatica, Roma,  Italia (scaletta 10)
57. 7 giugno 2008 – BPA Palace, Pesaro,  Italia (scaletta 10)
58. 8 giugno 2008 – Villa Manin, Codroipo,  Italia (scaletta 10)
59. 9 giugno 2008 – Dom Sportova, Zagabria,  Croazia (scaletta 10)
60. 10 giugno 2008 – Arena, Belgrade, Serbia,  Serbia (scaletta 11)
61. 11 giugno 2008 – Palazzo della cultura, Sofia,  Bulgaria (scaletta 11)
62. 13 giugno 2008 – Kuruçesme Park, Istanbul,  Turchia (scaletta 10)
63. 15 giugno 2008 – Lycabetus Theatre, Atene,  Grecia (scaletta 10)

America del Nord
1. 24 giugno 2008 – Red Rocks Amphitheater, Morrison, Colorado,  Stati Uniti (scaletta 12)
2. 25 giugno 2008 – Abravanel Hall, Salt Lake City, Utah,  Stati Uniti (scaletta 12)
3. 26 giugno 2008 – The Joint, Hard Rock Hotel, Las Vegas, Nevada,  Stati Uniti (scaletta 13)
4. 27 giugno 2008 – The Greek Theatre, Los Angeles, California,  Stati Uniti (scaletta 14)
5. 28 giugno 2008 – Greek Theater, Berkeley, California,  Stati Uniti (scaletta 14)
6. 29 giugno 2008 – Britt Pavilion, Jacksonville, Orgegon,  Stati Uniti (scaletta 15)
7. 1º luglio 2008 – Arlene Schnitzer Hall, Portland, Oregon,  Stati Uniti
8. 2 luglio 2008 – Woodinville, Washington,  Stati Uniti
9. 3 luglio 2008 – Orpheum Theatre, Vancouver, British Columbia,  Canada
10. 4 luglio 2008 – Prospera Place, Kelowna, British Columbia,  Canada (scaletta 15)
11. 5 luglio 2008 – Jack Singer Concert Hall, Calgary, Alberta,  Canada
12. 7 luglio 2008 – Jubilee Auditorium, Edmonton, Alberta,  Canada
13. 8 luglio 2008 – Sid Buckwold Theatre, Saskatoon, Saskatchewan,  Canada
14. 9 luglio 2008 – Conexus Centre of the Arts, Regina, Saskatchewan,  Canada
15. 11 luglio 2008 – Centennial Concert Hall, Winnipeg, Manitoba,  Canada
16. 12 luglio 2008 – Orpheum Theatre, Minneapolis, Minnesota,  Stati Uniti (scaletta 13)
17. 13 luglio 2008 – Chicago Theater, Chicago, Illinois,  Stati Uniti (scaletta 13)
18. 15 luglio 2008 – Ryman Theatre, Nashville, Tennessee,  Stati Uniti (scaletta 13)
19. 16 luglio 2008 – Fraze Pavilion, Kettering, Ohio,  Stati Uniti (scaletta 14)
20. 17 luglio 2008 – Molson Amphitheater, Toronto, Ontario,  Canada (scaletta 13)
21. 18 luglio 2008 – National Arts Centre, Ottawa, Ontario,  Canada (scaletta 13)
22. 19 luglio 2008 – Bank of America Pavilion, Boston, Massachusetts,  Stati Uniti (scaletta 14)
23. 20 luglio 2008 – Landmark Theatre, Syracuse, New York,  Stati Uniti (scaletta 13)
24. 22 luglio 2008 – The Filene Center, Vienna, Virginia,  Stati Uniti
25. 23 luglio 2008 – Rumsey Playfield, New York, New York,  Stati Uniti (scaletta 13)
26. 25 luglio 2008 – Performing Arts Center, Newark, New Jersey,  Stati Uniti (scaletta 14)
27. 26 luglio 2008 – Mann Center, Philadelphia, Pennsylvania,  Stati Uniti (scaletta 14)
28. 27 luglio 2008 – Ovens Auditorium, Charlotte, North Carolina,  Stati Uniti (scaletta 13)
29. 29 luglio 2008 – Chastain Park Amphitheatre, Atlanta, Georgia,  Stati Uniti
30. 30 luglio 2008 – Ruth Eckerd Hall, Clearwater, Florida,  Stati Uniti
31. 31 luglio 2008 – Jackie Gleason Theater, Miami Beach, Florida,  Stati Uniti (scaletta 13)

## Scalette
- Scaletta 1: Cannibals, Why Aye Man, What It Is, Sailing to Philadelphia, True Love Will Never Fade, The Fish and the Bird, Hill Farmer's Blues, Romeo and Juliet, Sultans of Swing, Marbletown, Daddy's Gone to Knoxville, Postcards from Paraguay, Speedway at Nazareth, Telegraph Road, Brothers in Arms, Our Shangri-La, So Far Away, Going Home: Theme of the Local Hero

- Scaletta 2: Cannibals, Why Aye Man, What It Is, Sailing to Philadelphia, True Love Will Never Fade, The Fish and the Bird, Hill Farmer's Blues, Romeo and Juliet, Sultans of Swing, Marbletown, Daddy's Gone to Knoxville, Devil Baby, Speedway at Nazareth, Telegraph Road, Brothers in Arms, Our Shangri-La, So Far Away, Going Home: Theme of the Local Hero

- Scaletta 3: Cannibals, Why Aye Man, What It Is, Sailing to Philadelphia, True Love Will Never Fade, The Fish and the Bird, Hill Farmer's Blues, Romeo and Juliet, Sultans of Swing, Marbletown, Done With Bonaparte, Postcards from Paraguay, Speedway at Nazareth, Telegraph Road, Brothers in Arms, Our Shangri-La, So Far Away, Going Home: Theme of the Local Hero

- Scaletta 4: Cannibals, Why Aye Man, What It Is, Sailing to Philadelphia, True Love Will Never Fade, The Fish and the Bird, Hill Farmer's Blues, Romeo and Juliet, Sultans of Swing, Marbletown, Daddy's Gone to Knoxville, Postcards from Paraguay, Speedway at Nazareth, Telegraph Road, Brothers in Arms, So Far Away, Going Home: Theme of the Local Hero

- Scaletta 5: Cannibals, Why Aye Man, What It Is, Sailing to Philadelphia, True Love Will Never Fade, The Fish and the Bird, Hill Farmer's Blues, Romeo and Juliet, Sultans of Swing, Marbletown, Postcards from Paraguay, Speedway at Nazareth, Telegraph Road, Brothers in Arms, Our Shangri-La, So Far Away, Going Home: Theme of the Local Hero

- Scaletta 6: Cannibals, Why Aye Man, What It Is, Sailing to Philadelphia, True Love Will Never Fade, The Fish and the Bird, Hill Farmer's Blues, Romeo and Juliet, Sultans of Swing, Marbletown, Postcards from Paraguay, Speedway at Nazareth, Telegraph Road, Brothers in Arms, So Far Away, Going Home: Theme of the Local Hero

- Scaletta 7: Cannibals, Why Aye Man, What It Is, Sailing to Philadelphia, True Love Will Never Fade, The Fish and the Bird, Hill Farmer's Blues, Romeo and Juliet, Sultans of Swing, Marbletown, Secondary Waltz, Postcards from Paraguay, Speedway at Nazareth, Telegraph Road, Brothers in Arms, Our Shangri-La, So Far Away, Going Home: Theme of the Local Hero

- Scaletta 8: Cannibals, Why Aye Man, What It Is, Sailing to Philadelphia, True Love Will Never Fade, The Fish and the Bird, Hill Farmer's Blues, Romeo and Juliet, Sultans of Swing, Marbletown, Picture of You and Donnegan's Gone (entrambe con l'ospite Joe Brown), Speedway at Nazareth, Telegraph Road, Brothers in Arms, Our Shangri-La, So Far Away, Going Home: Theme of the Local Hero

- Scaletta 9: Cannibals, Why Aye Man, What It Is, Sailing to Philadelphia, True Love Will Never Fade, The Fish and the Bird, Hill Farmer's Blues, Romeo and Juliet, Sultans of Swing, Marbletown, Secondary Waltz, Speedway at Nazareth, Telegraph Road, Brothers in Arms, Our Shangri-La, So Far Away, Going Home: Theme of the Local Hero

- Scaletta 10: Cannibals, Why Aye Man, What It Is, Sailing to Philadelphia, True Love Will Never Fade, The Fish and the Bird, Hill Farmer's Blues, Romeo and Juliet, Sultans of Swing, Marbletown, Speedway at Nazareth, Telegraph Road, Brothers in Arms, Our Shangri-La, So Far Away, Going Home: Theme of the Local Hero

- Scaletta 11: Cannibals, Why Aye Man, What It Is, Sailing to Philadelphia, True Love Will Never Fade, The Fish and the Bird, Hill Farmer's Blues, Romeo and Juliet, Sultans of Swing, Marbletown, Speedway at Nazareth, Telegraph Road, Brothers in Arms, So Far Away, Going Home: Theme of the Local Hero

- Scaletta 12: Cannibals, Why Aye Man, What It Is, Sailing to Philadelphia, True Love Will Never Fade, The Fish and the Bird, Hill Farmer's Blues, Romeo and Juliet, Sultans of Swing, Song for Sonny Liston, Done With Bonaparte, Marbletown, Speedway at Nazareth, Telegraph Road, Brothers in Arms, Our Shangri-La, So Far Away, Going Home: Theme of the Local Hero

- Scaletta 13: Cannibals, Why Aye Man, What It Is, Sailing to Philadelphia, True Love Will Never Fade, The Fish and the Bird, Hill Farmer's Blues, Romeo and Juliet, Sultans of Swing, Song for Sonny Liston, Marbletown, Speedway at Nazareth, Telegraph Road, Brothers in Arms, So Far Away, Going Home: Theme of the Local Hero

- Scaletta 14: Cannibals, Why Aye Man, What It Is, Sailing to Philadelphia, True Love Will Never Fade, The Fish and the Bird, Hill Farmer's Blues, Romeo and Juliet, Sultans of Swing, Song for Sonny Liston, Marbletown, Speedway at Nazareth, Telegraph Road, Brothers in Arms, Our Shangri-La, So Far Away, Going Home: Theme of the Local Hero

- Scaletta 15: Cannibals, Why Aye Man, What It Is, Sailing to Philadelphia, True Love Will Never Fade, The Fish and the Bird, Hill Farmer's Blues, Romeo and Juliet, Sultans of Swing, Marbletown, Speedway at Nazareth, Telegraph Road, Brothers in Arms, Our Shangri-La, So Far Away, Going Home: Theme of the Local Hero